# Rinite vasomotoria
La rinite vasomotoria oppure rinopatia vasomotorica è una rinite non allergica con vasomotricità del naso alterato. Si chiama anche iperreattività nasale aspecifica.

## Eziologia
Consiste in una reazione esagerata a stimoli come caldo, freddo, umido, secco, fumo, ormonali ed emozioni. Può essere causata da abuso di farmaci antinfiammatori non steroidei (FANS), quali, per esempio, il nimesulide.

## Presentazione
Si manifesta con congestione del naso, ipoosmia, scolo di muco in rinofaringe e persiste spesso per poco tempo al giorno.

## Diagnosi
La diagnosi si formula sulla anamnesi, sulla negatività dei test allergici e sulla ricerca degli eosinofili nello striscio nasale (prelievo di secrezioni nasali).

## Trattamento
Tutt'oggi non esiste una cura definitiva, perciò i trattamenti mirano esclusivamente i sintomi. I trattamenti più frequenti in ambito farmacologico sono spray a base di cortisone, mentre in ambito chirurgico: la turbinoplastica che serve a decongestionare i turbinati, la rimozione stessa dei turbinati in caso di condizioni grave, la terapia a radiofrequenza sempre per decongestionare i turbinati, e in alcuni casi ha eliminato totalmente i sintomi. L'ultima terapia ideata è il KOS (Kinetic Oscillation Stimulation), che tramite vibrazioni attenua i sintomi fino ad un anno.